# Paracratis minuta
Paracratis minuta ist eine Muschel-Art aus der Familie der Limopsidae in der Ordnung der Arcida. 

## Merkmale
Das gleichklappige, mäßig geblähte Gehäuse hat eine maximale Länge von 12 mm. Es ist im Umriss schief-eiförmig, der hintere Gehäuseteil ist verlängert. Es ist dadurch auch ungleichseitig und die Wirbel befinden sich vor der Mittellinie des Gehäuses (und auch vor der Mitte des Dorsalrandes). Es ist geringfügig höher als lang; Nordsieck gibt ein Verhältnis von Länge zu Höhe zu Dicke von 12:13:5 mm an. Der Dorsalrand ist kurz und gerade. Der längere hintere Dorsalrand geht mit einem flachen Winkel in den zunächst geraden, dann leicht gewölbten Hinterrand über. Der Übergang des kürzeren vorderen Dorsalrand zum Vorderrand ist etwas weniger flach gewinkelt, die Ecke kann auch etwas ohrförmig verlängert sein. Der Vorderrand ist weit gerundet. Hinterrand und Vorderrand gehen ohne merkliche Unterbrechung in den vergleichsweise eng gerundeten Ventralrand über. Das Dorsalfeld ist von oben gesehen eng eingetieft. Das Ligament ist schmal-rhombenförmig und erstreckt sich beiderseits des Wirbels. Das kleine dreieckige Resilium sitzt in einer flachen Grube (Resilifer) zwischen den Wirbeln. Die taxodonte Schlossplatte ist breit; der obere Rand ist gerade, der untere Rand leicht winklig abgebogen; der Knick ist aber nicht in der Mitte des Schlossrandes, sondern hinter der Mitte. Das Schloss besteht aus zwei Serien von teils kräftigen Zähnchen, die von einem zahnlosen Bereich voneinander getrennt sind. Beiderseits sind sechs Zähnchen vorhanden, von denen die drei äußeren im vorderen Bereich recht groß werden. Die zwei Schließmuskeln sind ungleich groß. Der hintere Schließmuskel ist etwa doppelt so groß wie der vordere Schließmuskel und sitzt auf halber Höhe des Hinterrandes. Der vordere Schließmuskel befindet sich dagegen dicht unterhalb dem vorderen Ende der Schlossplatte.
Die aragonitische Schale ist dick und festschalig. Die Ornamentierung besteht aus Anwachsstreifen. Das braune bis strohgelbe Periostrakum ist zu Haaren oder Borsten ausgezogen, die aber eng an der Oberfläche anliegen. Besonders am Rand stehen sie fransenartig über. Der innere Gehäuserand ist fein gekerbt. In größeren Gehäusen ist die Kerbung jedoch auf den hinteren Ventralrand beschränkt. Die Schale ist gewöhnlich hellweiß, bei älteren Exemplaren auch schmutzigweiß bis hellgrau.

## Geographische Verbreitung, Lebensraum und Lebensweise
Das Verbreitungsgebiet erstreckt sich im östlichen Nordatlantik von Norwegen bis zum Senegal und den Kapverdischen Inseln, im westlichen Nordatlantik von Neufundland bis Florida, Golf von Mexiko und Brasilien. Sie kommt auch in den Gewässern um die Kanarischen Inseln, den Azoren im westlichen Mittelmeer vor.
Die Tiere sind mit wenigen Byssusfäden angeheftet an Steinen, Korallenbruchstücken und Kieseln. Sie leben in tieferen Wasser etwa vom Schelfrand bis zum mittleren Schelfhang. Poppe und Goto geben eine Tiefenverbreitung von 80 bis 1353 Meter Wassertiefe an, Nordsieck von 55 bis 1325 Meter. Die Tiere sind Suspensionsfiltrierer. 

## Taxonomie
Das Taxon wurde von Rudolph Amandus Philippi 1836 als Pectunculus minutus zum ersten Mal beschrieben. Markus Huber schlug für eine Gruppe von Arten um Limopsis natalis Barnard, 1963, darunter auch Limopsis minuta die neue Gattung Paracratis vor, die von MolluscaBase als gültiges Taxon akzeptiert wird.